# Giro dell'Appennino 2014
Il Giro dell'Appennino 2014, settantacinquesima edizione della corsa e valida come evento dell'UCI Europe Tour 2014 categoria 1.1, si è svolto il 24 giugno 2014, per un percorso totale di 192,6 km. La vittoria è stata appannaggio dell'italiano Sonny Colbrelli della Bardiani-CSF, che ha battuto in volata, nella centrale via XX Settembre a Genova, un gruppo piuttosto numeroso. Per la prima volta nella storia della gara, la salita più importante, il Passo della Bocchetta, è stata affrontata dal versante di Cravasco anziché da quello tradizionale, e più impegnativo, di Langasco e Pietralavezzara.
Il vincitore ha terminato la gara in 4h44'14, alla media di 40,657 km/h.
Partenza con 129 ciclisti, 83 dei quali hanno completato la gara.

## Squadre e corridori partecipanti
| N.      | Cod. | Squadra                       |
| ------- | ---- | ----------------------------- |
| 1-8     | MKT  | Meridiana-Kamen Team          |
| 11-18   | AND  | Androni Giocattoli-Venezuela  |
| 21-28   | BAR  | Bardiani-CSF                  |
| 31-38   | COL  | Colombia                      |
| 41-48   | MTN  | MTN-Qhubeka                   |
| 51-58   | NRI  | Neri Sottoli                  |
| 61-68   | RVL  | RusVelo                       |
| 71-78   | ADR  | Adria Mobil                   |
| 81-88   | AMO  | Amore & Vita-Selle SMP        |
| 91-98   | AZT  | Area Zero Pro Team            |
| 101-108 | TIK  | Itera-Katusha                 |
| 111-118 | MGK  | MG.KVis-Trevigiani            |
| 121-128 | CEF  | Nankang-Fondriest             |
| 131-138 | RAR  | Radenska                      |
| 141-148 | RSW  | Team Gourmetfein-Simplon Wels |
| 151-158 | IDE  | Team Idea                     |
| 161-168 | UNA  | Utensilnord                   |
| 171-138 | VHS  | Vega-Hotsand                  |
| 181-188 | VFN  | Vini Fantini-Nippo            |

## Ordine d'arrivo (Top 10)
| Pos. | Corridore            | Squadra      | Tempo    |
| ---- | -------------------- | ------------ | -------- |
| 1    | Sonny Colbrelli      | Bardiani-CSF | 4h44'14" |
| 2    | Grega Bole           | Vini Fantini | s.t.     |
| 3    | Miguel Ángel Rubiano | Colombia     | s.t.     |
| 4    | Simone Ponzi         | Neri Sottoli | s.t.     |
| 5    | Andrea Pasqualon     | Area Zero    | s.t.     |
| 6    | Sergey Lagutin       | RusVelo      | s.t.     |
| 7    | Enrico Battaglin     | Bardiani-CSF | s.t.     |
| 8    | Antonio Parrinello   | Androni      | s.t.     |
| 9    | Fabio Taborre        | Neri Sottoli | s.t.     |
| 10   | Sergei Pomoshnikov   | RusVelo      | s.t.     |